# 금남군 정충신 영정각
금남군 정충신 영정각(錦南君 鄭忠信 影幀閣)은 대한민국 전북특별자치도 장수군에 있는, 만운 정충신(1576~1636)의 영정을 모신 곳이다. 1984년 4월 1일 전북특별자치도의 문화재자료 제33호로 지정되었다.

## 개요
만운 정충신(1576~1636)의 영정을 모신 곳이다.
정충신은 조선 중기의 무신으로 미천한 집에서 태어났다. 병조판서 이항복에게 사서를 배웠으며 머리가 총명하였다. 임진왜란이 일어나자 권율 장군 아래에서 종군하였고 키가 작으면서도 씩씩하여 덕장이라는 칭송을 들었다. 이괄의 난이 일어나자 이를 평정하여 1등 공신으로 책정되고 금남군(錦南君)에 봉해졌다. 천문·지리·복서·의술 등 다방면에 걸쳐 뛰어났으며 청렴하기로 이름이 높았다. 시호는 충무(忠武)이다.
이곳은 후손인 정백흥이 순조 11년(1811)에 지었으며 앞면 3칸·옆면 1칸 규모의 건물로, 지붕은 옆면에서 볼 때 사람 인(人)자 모양의 맞배지붕으로 꾸몄다.

## 같이 보기
- 정충신

## 참고 자료
- 금남군정충신영정각 - 국가유산청 국가유산포털